# Hippolyt Kempf
Pour les articles homonymes, voir Kempf.
Hippolyt Kempf (né le 10 décembre 1965) est un ancien spécialiste du combiné nordique suisse. 

## Biographie
Il fait ses débuts internationaux en 1986 dans la Coupe du monde et gagne une épreuve dès la saison suivante à Oberwiesenthal. Il connaît ensuite son plus grand succès avec le titre de champion olympique en individuel obtenu aux Jeux de Calgary en 1988, où il est aussi médaillé d'argent avec l'équipe de Suisse dans le relais. En 1989, il monte sur son seul podium en Championnat du monde avec la médaille d'argent dans l'épreuve par équipes. Aux Jeux olympiques de Lillehammer 1994, il obtient la médaille de bronze dans l'épreuve par équipes avant de terminer sa carrière en fin de saison, remportant une dernière course en Coupe du monde.
Après sa retraite sportive, il a notamment exercé la fonction d'entraîneur de l'équipe suisse de ski de fond (en 2009).

## Palmarès

### Jeux olympiques
| Épreuve / Édition | Calgary 1988 | Albertville 1992 | Lillehammer 1994 |
| Individuel        | Or           | 26e              | 6e               |
| Par équipes       | Argent       | 10e              | Bronze           |

### Championnats du monde
| Épreuve / Édition | Oberstdorf 1987 | Lahti 1989 |
| Individuel        | 6e              | 4e         |
| Par équipes       | 5e              | Argent     |

### Coupe du monde
- Meilleur classement général : 3e en 1987 et 1989.
- 11 podiums individuels dont 5 victoires.

#### Détail des victoires
- 1986-1987 :
  - Oberwiesenthal (RDA)
- 1988-1989 :
  - Schonach (RFA)
  - Thunder Bay (Canada)
- 1989-1990 :
  - Saint-Moritz (Suisse)
- 1993-1994 :
  - Thunder Bay (Canada)

## Distinction
- Sportif suisse de l'année 1988.